# هارمين كوبريوس
هارمين كوبريوس (بالهولندية: Harmen Kuperus)‏ (2 يونيو 1977 بسنيك في هولندا - ) هو لاعب كرة قدم هولندي في مركز حراسة المرمى. لعب مع بي إي سي زفوله وفيلم تو تيلبورغ ونادي فولندام ونادي هيرنفين ونادي تلستار ‏ وSV Spakenburg ‏.